# Siamese
Siamese (englisch siamesisch, Siamese) ist eine dänische Rock-Band aus Kopenhagen.

## Geschichte
Die Band gründete sich im Jahre 2011 unter dem Namen Siamese Fighting Fish (englisch Siamesische Kampffische) und veröffentlichten am 31. Januar 2011 das von David Mørup und Mattis Jakobsen produzierte Debütalbum We Are the Sound über Mighty Music. Am 20. August 2012 folgte das zweite Studioalbum Breathe:See:Move, welches von Jon Trier Ottosen produziert wurde und Platz acht der dänischen Albumcharts erreichte. Im Jahre 2014 verkürzte die Band ihren Namen auf Siamese, da der alte Name laut dem Sänger Mirza Radonjica „zu schwierig auszusprechen war“. Gleichzeitig wechselte die Band zum Plattenlabel Prime Collective und veröffentlichte am 19. Januar 2015 ihr Album Siamese, gefolgt vom vierten Album Shameless am 2. Juni 2017.
Im Jahre 2018 wechselte die Band erneut ihre Plattenfirma und unterschrieb bei Long Branch Records. Am 24. Mai 2019 erschien das fünfte Studioalbum Super Human. Beim Titellied arbeiteten Siamese mit den Sänger Olivio zusammen. Darüber hinaus enthielt das Album eine Coverversion des Liedes Party Monster von The Weeknd. Das sechste Studioalbum Home folgte am 22. Oktober 2021. Als Gastsänger sind Drew York von der Band Stray from the Path und Rory Rodriguez von der Band Dayseeker zu hören. Im Sommer 2022 spielte die Band auf den Festivals Copenhell, Full Force, Summer Breeze und Vainstream Rockfest und tourte dann im Herbst des Jahres im Vorprogramm von Wage War und The Devil Wears Prada durch Europa. Im Frühjahr 2023 folgte eine Co-Headlinertournee durch Europa mit Resolve. Am 9. August 2024 erschien das siebte Studioalbum Elements, welches Gastauftritte der Bands Ten56 und Resolve enthält.

## Stil
Laut dem Gitarristen Andreas Krüger hat die Band immer versucht, experimentell zu klingen und Elemente der Elektronischen Musik und Rhythm and Blues mit Rockmusik zu vermischen. Jake Richardson vom britischen Magazin Kerrang beschrieb ihre Musik als vorausdenkende Herangehensweise an alternativer Musik, die Vergleichbar mit Bands wie Don Broco, You Me at Six oder Bring Me the Horizon nach deren Album That’s the Spirit ist. Rodney Fuchs vom Onlinemagazin Everything Is Noise beschrieb die Musik von Siamese, als wenn die Band Bastille Rockmusik spielen würde, die Elemente des Metals sowie Djents enthält. Für letzteres zog er die Band Volumes als Vergleich heran.
Sänger Mirza Radonjica beschrieb die Musik von Siamese als harten Mix aus Rock, Rhythm and Blues und Heavy Metal. Die ersten beiden Studioalben wären eine Mischung aus System of a Down und Incubus und ergänzte, dass Fans von Bring Me the Horizon, Issues, Hands Like Houses und Periphery seine Band mögen würden.

## Diskografie
Alben

| Jahr                      | Titel Musiklabel                | Höchstplatzierung, Gesamtwochen, AuszeichnungChartsChartplatzierungen (Jahr, Titel, Musiklabel, Platzierungen, Wochen, Auszeichnungen, Anmerkungen) | Anmerkungen                            |
| Jahr                      | Titel Musiklabel                | DK | Anmerkungen                            |
| ------------------------- | ------------------------------- | --- | -------------------------------------- |
| als Siamese Fighting Fish |                                 | |                                        |
|                           |                                 | |                                        |
| 2011                      | We Are the Sound Mighty Music   | — | Erstveröffentlichung: 31. Januar 2011  |
| 2012                      | Breathe:See:Move Mighty Music   | DK8 (1 Wo.)DK | Erstveröffentlichung: 20. August 2012  |
| als Siamese               |                                 | |                                        |
|                           |                                 | |                                        |
| 2015                      | Siamese Prime Collective        | — | Erstveröffentlichung: 19. Januar 2015  |
| 2017                      | Shameless Prime Collective      | — | Erstveröffentlichung: 2. Juni 2017     |
| 2019                      | Super Human Long Branch Records | — | Erstveröffentlichung: 24. Mai 2019     |
| 2021                      | Home Long Branch Records        | — | Erstveröffentlichung: 22. Oktober 2021 |
| 2024                      | Elements Long Branch Records    | — | Erstveröffentlichung: 9. August 2024   |

Musikvideos
- 2012: H.A.U.T.
- 2015: Tomorrow Never Dies
- 2017: Tunnelvision
- 2018: Slaughterhouse
- 2018: Animals
- 2019: B.A.N.A.N.A.S.
- 2019: Super Human
- 2020: Home (feat. Drew York)
- 2020: Can’t Force the Love
- 2021: Enough Ain’t Enough (feat. Rory Rodriguez)
- 2021: Rather Be Lonely
- 2021: Holy
- 2021: Sloboda
- 2023: On Fire
- 2024: Predator
- 2024: This Is Not a Song

## Trivia
Gitarrist Andreas Krüger ist als Songwriter im Bereich der Popmusik tätig und schrieb Lieder für Künstler wie den DJ Sigala oder der Sängerin Ella Eyre. Bis Mai 2021 kamen diese Titel zusammengerechnet rund 300 Millionen Streams bei Spotify. Sänger Mirza Radonjica ist als Manager für Bands wie Ghost Iris oder MØL tätig.